# Topographisch-statistisches Handbuch des Königreichs Bayern
Das Topographisch-statistische Handbuch des Königreichs Bayern wurde von Oberleutnant Joseph Heyberger, Hauptmann Christian Schmitt und Hauptmann August Wilhelm von Wachter auf der Grundlage von „amtlichen Quellen“ bearbeitet und 1867 herausgegeben. Das Werk galt bis zum Erscheinen des Ortschaften-Verzeichniss des Königreichs Bayern im Jahr 1877 als das „vollständigste und beste Nachschlagebuch für die bayerischen Ortschaften“.

## Werkbeschreibung
Das Werk besteht aus einem systematischen Teil (mit Spalten) und einen alphabetischen Teil (mit Seiten). Die Systematik wurde vom Königlich Bayerischen Statistischen Bureau übernommen, die es für das 1840 erschienene „Kataster der Ortschaften, der Bevölkerung und der Gebäude“ entwickelt hatte:
Die Regierungsbezirke erscheinen in der Reihenfolge Oberbayern, Niederbayern, Oberpfalz, Oberfranken, Mittelfranken, Unterfranken, Schwaben und Pfalz. In den jeweiligen Regierungsbezirken finden sich zuerst die kreisfreien Städte, dann die Bezirksämter in alphabetischer Reihenfolge. Die jeweiligen Abschnitte zu den Bezirksämtern gliedern sich in den darin enthaltenen Landgerichten. In diesen Abschnitten gehen Angaben zu den Verwaltungsorganen (Rentamt, Forstamt etc.) und eine Zusammenfassung der statistischen Eckdaten des Bezirks voran. Es folgt die alphabetische Auflistung der darin enthaltenen Gemeinden mit Angaben zu dessen Ortsteilen und deren Ortstyp, der Einwohnerzahl, der Zahl der Gebäude und konfessionelle Zugehörigkeit.
An Ortstypen wird unterschieden zwischen Einöde (E.), Bahnwärterhaus, Mühle (M.), Weiler (W.), Dorf (D.), Kirchdorf (Kd.), Pfarrdorf (Pfd.), Markt (Mkt.) und Stadt (St.). Bei den Gebäuden wird nicht differenziert zwischen bewohnten und unbewohnten Gebäuden. Es finden sich Angaben zur zuständigen Pfarrei, jüdische Parochien bleiben unberücksichtigt. Bei der konfessionellen Zugehörigkeit der Bevölkerung wird unterschieden zwischen katholisch (k.), protestantisch (pr.), reformiert (Reform.) und jüdisch (jüd.). Fehlen die Angaben, so ist anzunehmen, dass sämtliche Bewohner des Ortes nur eine Konfession hatten. In einigen Fällen fehlen die Einwohnerzahlen von Einöden. Sie wurden bei dem nächstliegenden Ort mit einberechnet.
Geographische und historische Notizen gibt es – im Gegensatz zum 1831/32 erschienenen Topo-geographisch-statistischen Lexicon vom Königreiche Bayern – hier nur noch vereinzelt.
Im alphabetischen Teil (S. 3–233) werden sämtliche Orte aufgelistet mit Angabe des Ortstyps, seiner administrativen Zugehörigkeit (Bezirksamt) und Fundstelle im systematischen Teil. Es gibt außerdem ein alphabetisches Verzeichnis sämtlicher Gewässer mit Angabe ihres Ursprungs und ihrer Mündung (S. 233–271). Dieses wurde vom Topo-geographisch-statistischen Lexicon vom Königreiche Bayern übernommen.

## Veröffentlichungen
- Joseph Heyberger, Chr. Schmitt, v. Wachter: Topographisch-statistisches Handbuch des Königreichs Bayern nebst alphabetischem Ortslexikon. In: K. Bayer. Statistisches Bureau (Hrsg.): Bavaria. Landes- und Volkskunde des Königreichs Bayern. Band 5. Literarisch-artistische Anstalt der J. G. Cotta’schen Buchhandlung, München 1867, OCLC 457951812, urn:nbn:de:bvb:12-bsb10374496-4 (Digitalisat).